# La Route perdue et autres textes
 (novembre 2023).
Si vous disposez d'ouvrages ou d'articles de référence ou si vous connaissez des sites web de qualité traitant du thème abordé ici, merci de compléter l'article en donnant les références utiles à sa vérifiabilité et en les liant à la section « Notes et références ».
La Route perdue et autres textes (titre original : The Lost Road and Other Writings) est le cinquième volume de l’Histoire de la Terre du Milieu, collection qui retrace l'évolution de l'œuvre littéraire de J. R. R. Tolkien à travers la présentation de versions, d’ébauches et d'essais inédits. Publié à titre posthume en 1987 dans sa version originale anglaise, il est le fruit du travail éditorial de Christopher Tolkien. Sa version française est parue le 16 octobre 2008 chez Christian Bourgois éditeur, dans une traduction de Daniel Lauzon.
Ce volume rassemble notamment les textes suivants :
1. La Chute de Númenor — comprenant les premières versions de ce qui deviendra l’Akallabêth ;
2. La Route perdue — un récit de « voyage dans le temps » étroitement lié à la légende de Númenor ;
3. une nouvelle version des Annales du Valinor et des Annales du Beleriand ;
4. l’Ainulindalë — une version antérieure de la Grande Musique des Ainur ;
5. le Lhammas (Voir sur Wikidata) (« Histoire des Langues ») — un essai général sur les langues des Elfes ;
6. la Quenta Silmarillion — une version du Silmarillion rédigée vers la fin des années 1930 ;
7. Les Étymologies (Voir sur Wikidata) — un dictionnaire étymologique des langues elfiques organisé par racines.

Ces dernières sont également parues en un volume séparé et révisé en 2009, toujours chez Christian Bourgois.